# Marika Eklund
Marika Irene Eklund-Lindholm (née le 14 avril 1948 à Hanko) est une athlète finlandaise spécialiste du sprint. Affiliée à l'Hangö IK, elle mesure 1,73 m pour 62 kg.
Elle est la cousine du boxeur médaillé de bronze aux Jeux olympiques Harry Siljander.

## Biographie
Le 8 septembre 1974 à Rome pour les championnats d'Europe, elle remporte la médaille d'argent avec Mona-Lisa Pursiainen, Riitta Salin et Pirjo Häggman dans le relais 4 × 400 mètres et établit ainsi un nouveau record de Finlande en 3 min 25 s 7, record qui tient toujours.

### Palmarès
| Date | Compétition           | Lieu     | Résultat | Épreuve    | Performance   |
| ---- | --------------------- | -------- | -------- | ---------- | ------------- |
| 1971 | Championnats d'Europe | Helsinki | 6e       | 400 mètres | 53 s 4        |
| 1971 | Championnats d'Europe | Helsinki | 7e       | 4 × 400 m  | 3 min 37 s 2  |
| 1972 | Jeux olympiques d'été | Munich   | 7e       | 4 × 400 m  | 3 min 29 s 44 |
| 1974 | Championnats d'Europe | Rome     | 2e       | 4 × 400 m  | 3 min 25 s 7  |
| 1976 | Jeux olympiques d'été | Montréal | 6e       | 4 × 400 m  | 3 min 25 s 87 |

### Records
| Épreuve    | Performance | Lieu | Date |
| ---------- | ----------- | ---- | ---- |
| 100 mètres | 11 s 6      |      | 1971 |
| 400 mètres | 52 s 7      |      | 1971 |